# Parathyma reta
Parathyma reta är en fjärilsart som beskrevs av Moore 1858. Parathyma reta ingår i släktet Parathyma och familjen praktfjärilar. Inga underarter finns listade i Catalogue of Life.